# 北太省
北太省（越南语：／），是1965年至1996年间位于越南东北部的省份，省莅设在太原市，今属太原省和北𣴓省。

## 地理
北太省东接谅山省，北接高平省，西接河宣省，南接永富省和河北省。

## 历史
1965年4月21日，越南民主共和国政府将越北自治区下辖的太原省和北𣴓省合并为北太省，下辖太原市、北𣴓市社和白通县、𢄂屯县、𢄂野县、大慈县、定化县、洞喜县、那夷县、银山县、普安县、富平县、富良县和武崖县12县。
1967年4月14日，北𣴓市社并入白通县。
1975年12月27日，越南政府撤销越北自治区，北太省由越南政府直接管辖。
1978年12月29日，银山县和𢄂野县划归高平省管辖。
1985年4月2日，洞喜县7社划归太原市管辖，太原市1社1坊划归洞喜县管辖；洞喜县4社划归普安县管辖；武崖县4社划归洞喜县管辖。
1985年4月11日，普安县析置公河市社。
1990年7月16日，白通县析置北𣴓市社。
1996年11月6日，越南国会通过决议，撤销北太省，恢复太原省和北𣴓省，高平省𠀧𣷭县和银山县划归北𣴓省。太原省下辖太原市、公河市社和大慈县、定化县、洞喜县、普安县、富平县、富良县和武崖县7县；北𣴓省下辖北𣴓市社和𠀧𣷭县、白通县、𢄂屯县、那夷县、银山县5县。

## 行政区划
1996年，北太省下辖1市2市社10县。
- 太原市
- 北𣴓市社
- 公河市社
- 白通县
- 𢄂屯县
- 大慈县
- 定化县
- 洞喜县
- 那夷县
- 普安县
- 富平县
- 富良县
- 武崖县